# Vár
Pour les articles homonymes, voir Var.
Dans la mythologie nordique, Vár est la déesse des mariages et des pactes d'unions. Elle écoute les serments faits et promis entre les hommes et les femmes, ces déclarations étant appelées "varar(s)". Elle fut crainte comme une déesse capable d'opposer de terribles vengeances à qui osait usurper les varars.

## Apparitions dans la littérature
Dans le poème de l'Edda Þrymskviða, la bénédiction de Vár est invoquée par le jötunn Þrymr (Thrym) après sa fiancée qui est en fait le dieu Thor se faisant passer sous déguisement pour la déesse Freyja et qui est sanctifié par le marteau volé à Thor, Mjöllnir, à son banquet :
| Traduction anglaise de Benjamin Thorpe: Then said Thrym, the Thursars's lord: Bring the hammer in, the bride to consecrate; lay Miöllnir on the maiden's knee; unite us each with other by the hand of Vör. | Traduction anglaise de Henry Adams Bellows: Then loud spake Thrym, the giants' leader: "Bring in the hammer to hallow the bride; On the maiden's knees let Mjollnir lie, That us both the hand of Vor may bless." |  |

Ce qui, en traduction libre, donne: Thrym, le chef des géants, dit ensuite: "apporte le marteau, afin de consacrer la fiancée, pose Mjollnir sur les genoux de la jeune femme, unis-nous l'un avec l'autre par la main de Vör.